# زیردریایی آراو-۳۴
زیردریایی آراو-۳۴ (به انگلیسی: Japanese submarine Ro-34) یک زیردریایی است. این زیردریایی در سال ۱۹۳۵ ساخته شد.